# Gryllus bimaculatus
Gryllus bimaculatus är en hopprätvingeart som beskrevs av Charles De Geer 1773. Gryllus bimaculatus ingår i släktet Gryllus och familjen syrsor, Gryllidae. I Sverige förekommer arten tillfälligt då den kommit med gods eller fordon som transporterats in i landet. Inga underarter finns listade i Catalogue of Life.

## Bildgalleri

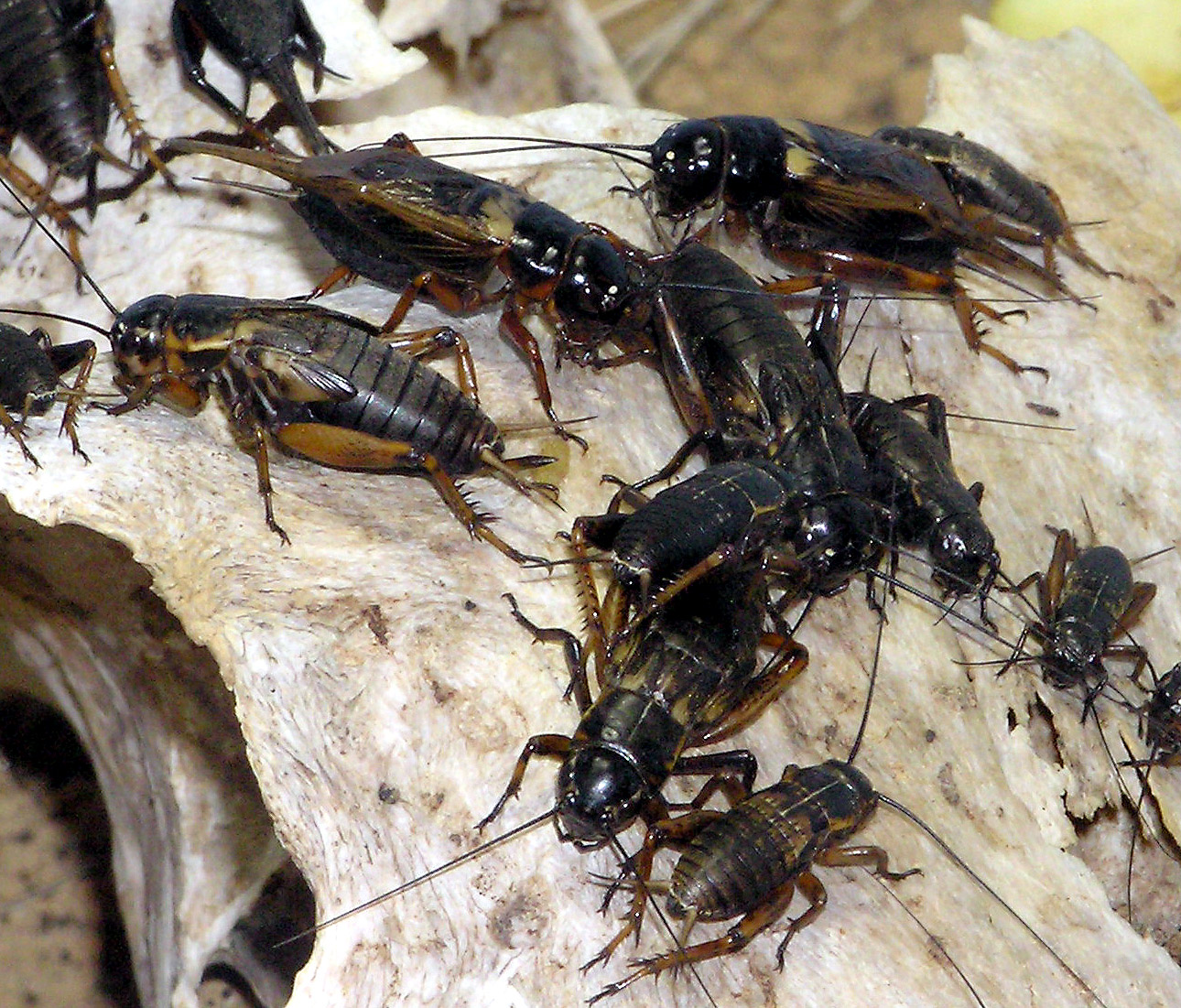
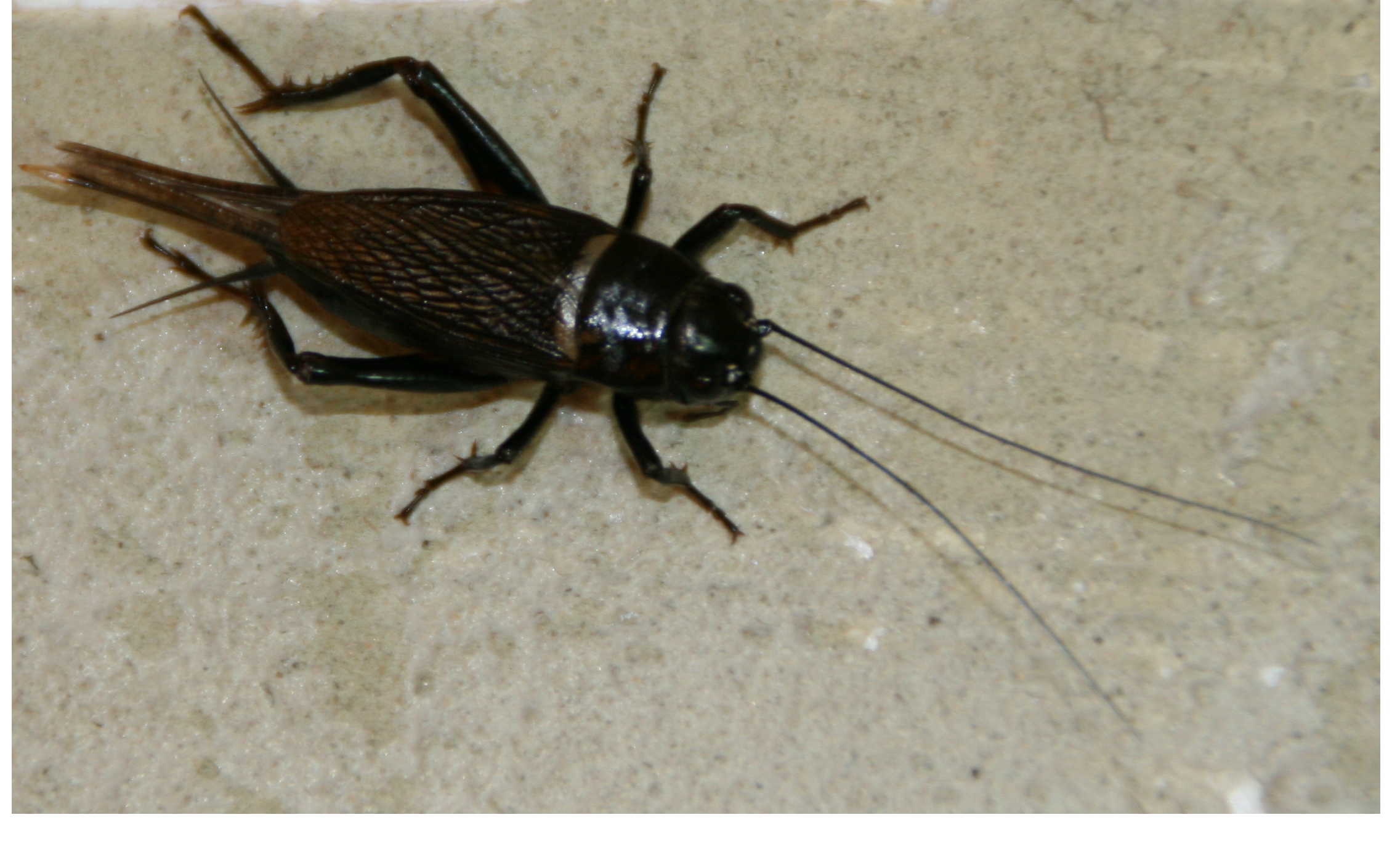
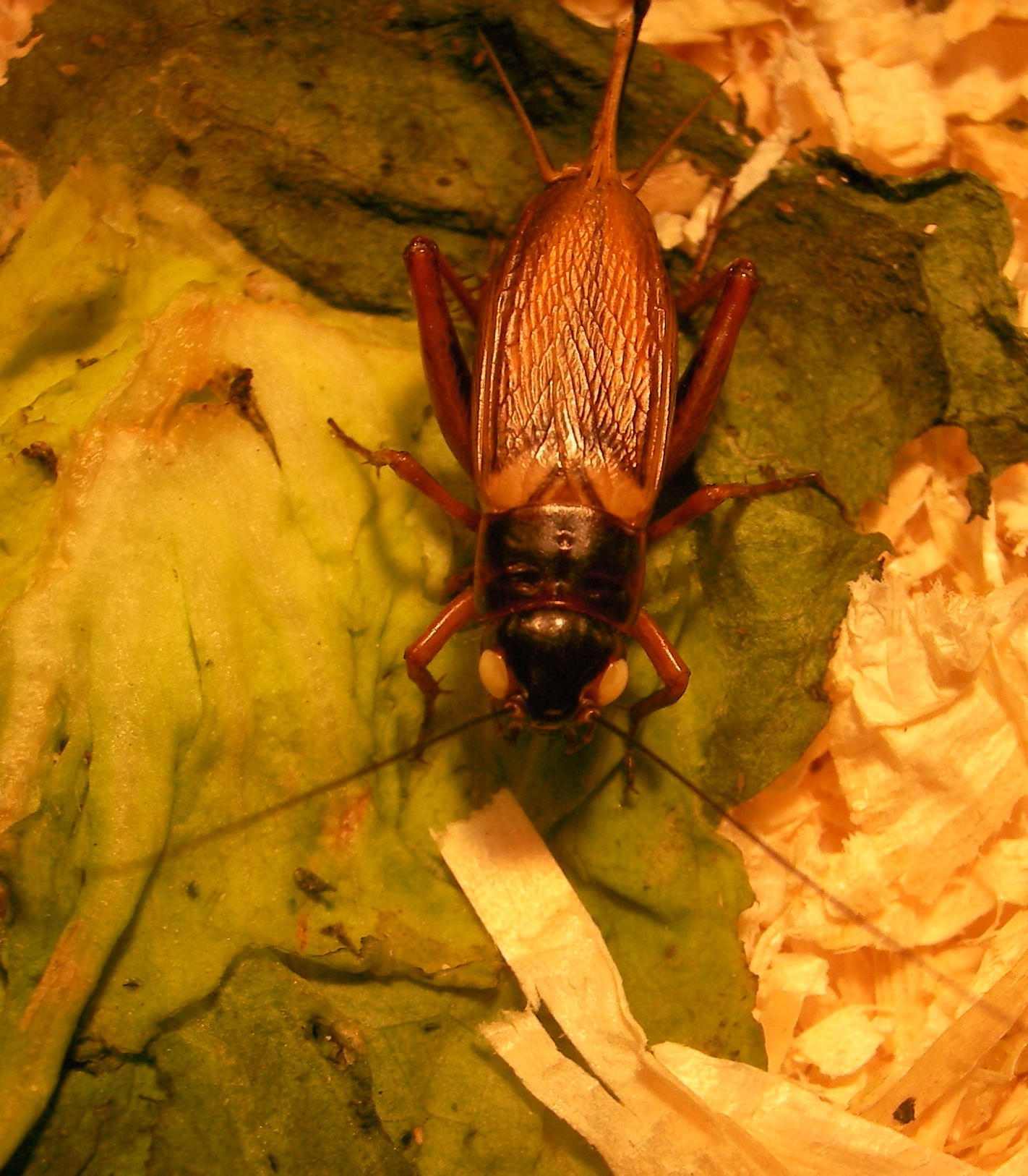
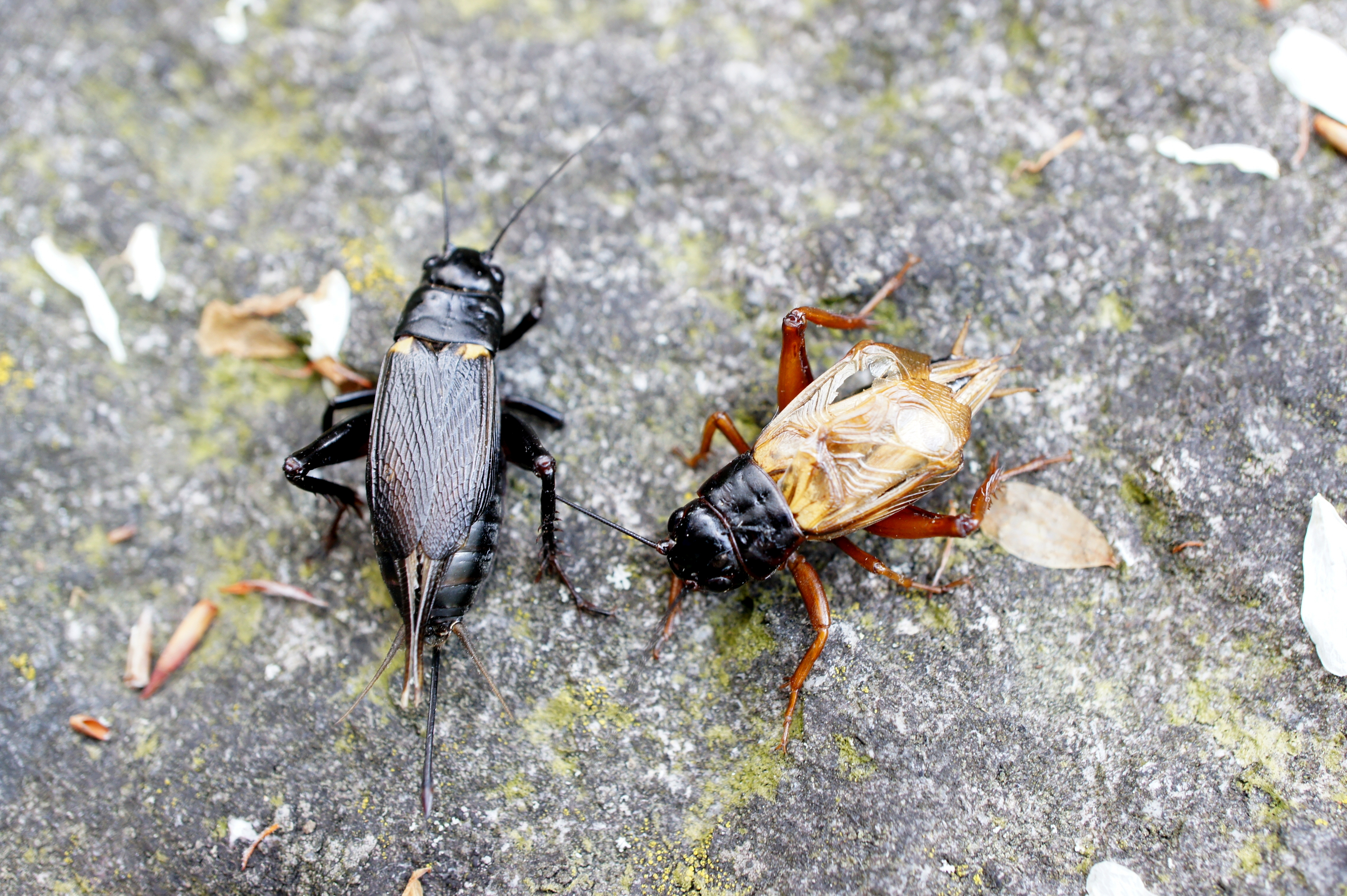